# Pępowniczka żółtawa

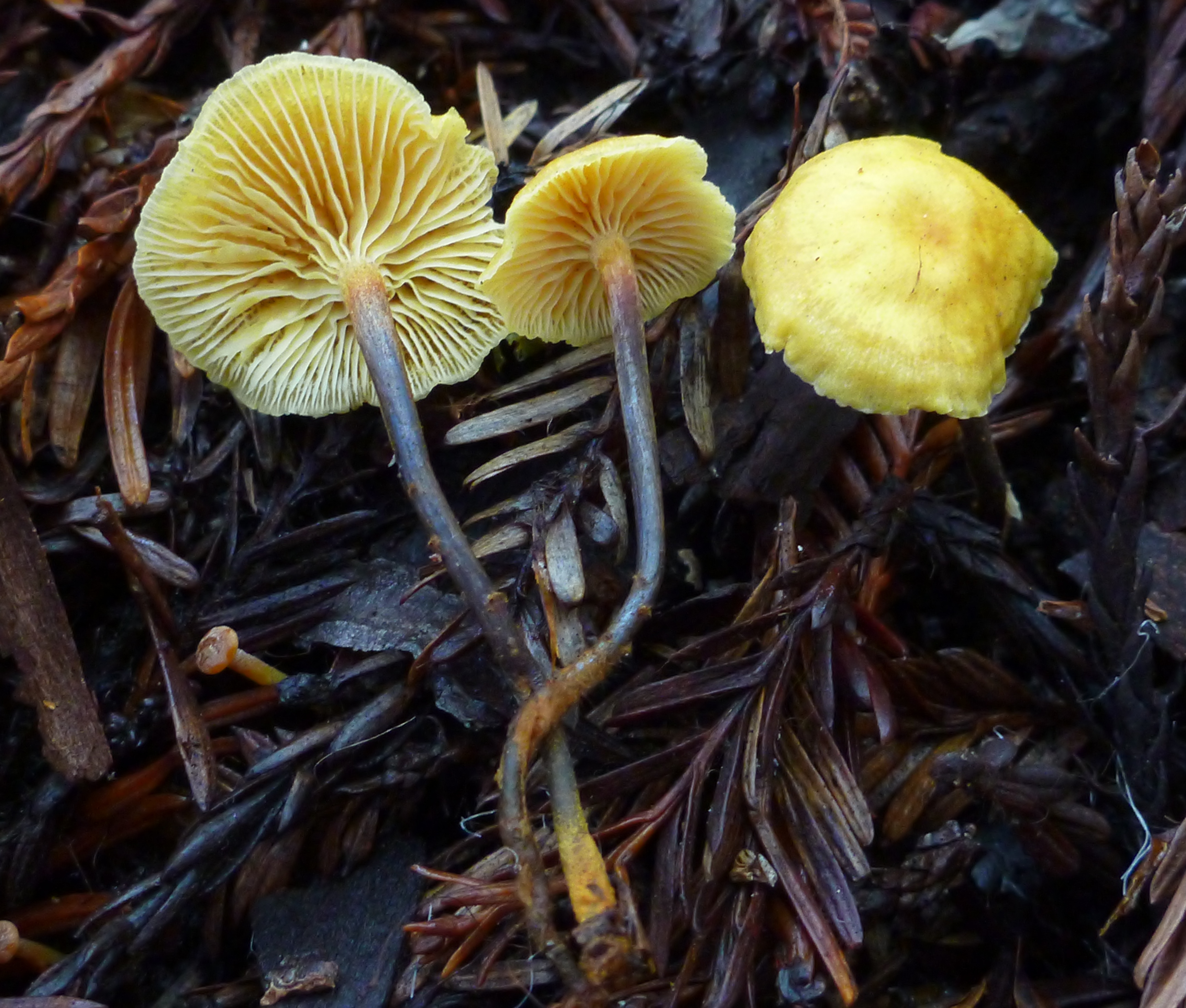

Pępowniczka żółtawa, pępowniczka gorzkawa (Xeromphalina cauticinalis (Fr.) Kühner & Maire) – gatunek grzybów z rodziny grzybówkowatych (Mycenaceae).

## Systematyka i nazewnictwo
Pozycja w klasyfikacji według Index Fungorum: Xeromphalina, Mycenaceae, Agaricales, Agaricomycetidae, Agaricomycetes, Agaricomycotina, Basidiomycota, Fungi.
Po raz pierwszy opisał go w 1838 r. Elias Fries, nadając mu nazwę Marasmius cauticinalis. W 1934 r. Robert Kühner i René Charles Maire przenieśli go do rodzaju Xeromphalina. Ma kilkanaście synonimów. Niektóre z nich:
- Xeromphalina fellea var. fageticola Bon 1999
- Xeromphalina fulvobulbillosa (R.E. Fr.) Maire 1937
- Xeromphalina parvibulbosa (Kauffman & A.H. Sm.) Redhead 1988

W 2003 r. Władysław Wojewoda zaproponował polską nazwę pępowniczka żółtawa dla naukowej nazwy Xeromphalia cauticinalis (błędna nazwa rodzaju). Wymienił też gatunek Xeromphalia fellea, któremu nadał nazwę pępowniczka gorzkawa. Według Indeksu Fungorum jest on jednak synonimem Xeromphalina cauticinalis.

## Morfologia
Kapelusz
Średnica 7–17 mm, początkowo wypukły do szeroko wypukłego, potem płaski, często z płytkim zagłębieniem na środku, głęboko promieniście prążkowany, w stanie wilgotnym lepki. Powierzchnia pomarańczowobrązowa do czerwonawobrązowej lub żółtobrązowej, często z ciemniejszym środkiem.
Blaszki
Nieco lub daleko zbiegające na trzon, gęste lub rzadkie, z wieloma blaszeczkami, bladożółte.
Trzon
Wysokość 10–30 mm, grubość 1–2 mm, mniej więcej cylindryczny z poszerzoną podstawą. Powierzchnia w górnej części żółtawa, w dolnej czerwonawobrązowa do ciemnobrązowej, drobno owłosiona lub prawie naga w górnej części. Podstawa pokryta włoskami o barwie od pomarańczowej do rdzawej.
Miąższ
Cienki, bez wyraźnego zapachu i smaku.
Wysyp zarodników
Biały.
Cechy mikroskopowe
Zarodniki 5–8 × 3–4 µm, elipsoidalne, gładkie, słabo do umiarkowannie amyloidalne, zwłaszcza młode, gdy wciąż jeszcze przyczepione do sterygm. Pleurocystydy i cheilocystydy wrzecionowate do wąsko maczugowatych. Kaulocystydy nieregularne i zagięte, cienkościenne lub grubościenne. Obecne sprzążki.

## Występowanie i siedlisko
Występuje w Ameryce Północnej i Środkowej, Europie, Azji i Australii. W Polsce W. Wojewoda przytoczył wiele stanowisk, w późniejszych latach podano następne, a najbardziej aktualne podaje internetowy atlas grzybów. Znajduje się w nim na liście gatunków zagrożonych i wartych objęcia ochroną.
Nadrzewny grzyb saprotroficzny występujący w lasach iglastych i mieszanych na igliwiu, szyszkach i resztkach drzew iglastych, często wśród mchów. Owocniki pojedynczo lub gromadnie od lata do jesieni.